# Parapagurus macrops
Parapagurus macrops är en kräftdjursart som beskrevs av de Saint Laurent 1972. Parapagurus macrops ingår i släktet Parapagurus och familjen Parapaguridae. Inga underarter finns listade i Catalogue of Life.